# Золотоворітський сквер
Золотоворі́тський сквер — сквер та  ботанічна пам'ятка природи місцевого значення у Шевченківському районі Києва загальною площею — 0,57 га. 

## Розташування
Сквер розташований навколо реконструйованих Золотих воріт між вулицями Володимирською, Ярославів Вал, Лисенка та Золотоворітським проїздом, поблизу від виходу станції метро «Золоті ворота».

## Історія
Утворений у другій половині XIX століття навколо руїн Золотих Воріт. Між руїнами воріт та вулицею Володимирською 1899 року встановлено парковий фонтан —— один із фонтанів Термена. 
Після Другої світової війни у сквері на лавочках збиралися київські шахісти й шашкісти. Однак 1962 року у зв'язку із будівництвом довкола посольств їм заборонили збиратися у сквері й вони перебралися до парка імені Тараса Шевченка.
1972 року через своєрідну ландшафтну форму, різновидності дерев і чагарників оголошений пам'яткою природи місцевого значення.
У 1982 році відкрито збудований над руїнами воріт павільйон-музей, у 1997 — відкрито пам'ятник Ярославу Мудрому (біля павільйону, з боку вулиці Лисенка та реконструйовано планування скверу (вхідні групи, доріжки, лави).
У 1998 році у сквері з'явилася паркова скульптура бронзового кота, яка користується значною увагою відвідувачів. Також у сквері є скульптури ще двох котів:
- дерев'яного — на товстій обрізаній гілці дерева на вулиці Лисенка;
- із пластикових одноразових виделок — на дереві біля виходу із скверу на вулицю Володимирську. Це роботи київського скульптора Костянтина Скретуцького[3].

## Галерея

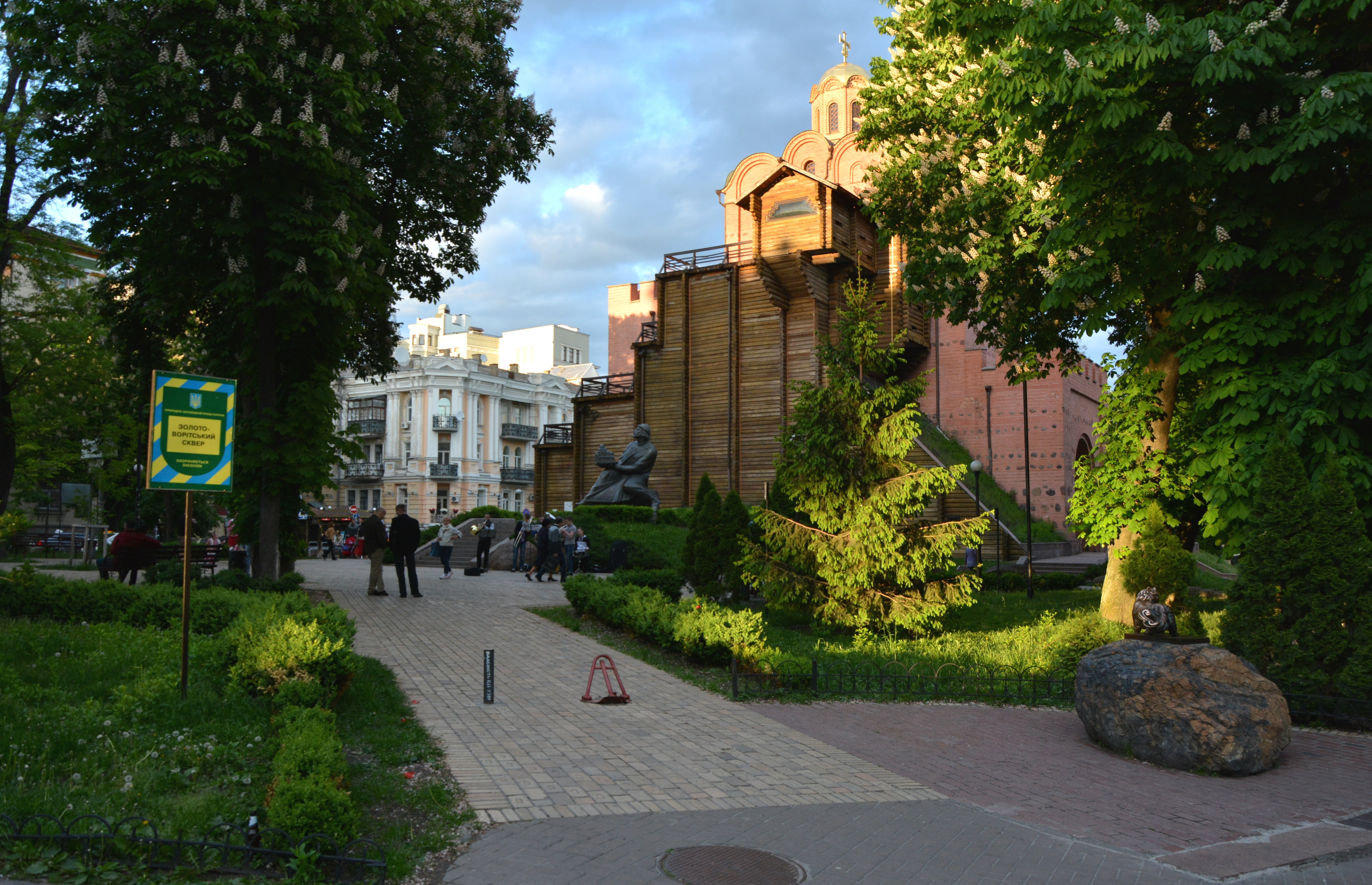
Вхід з вулиці Лисенка
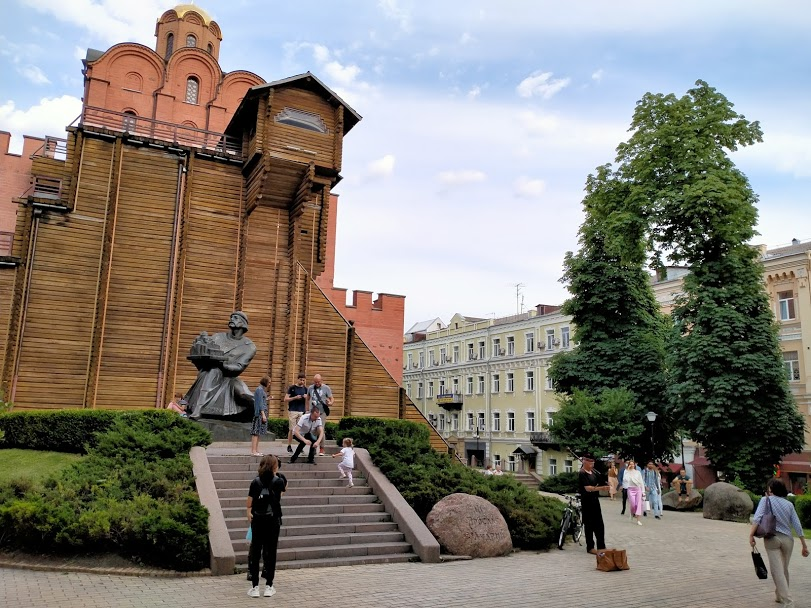
Пам'ятник Ярославу Мудрому
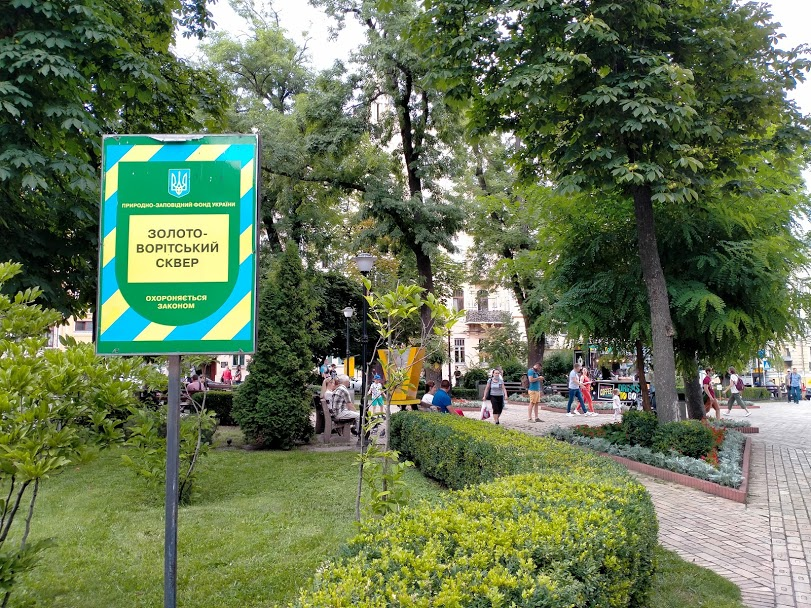
Флора західної частини
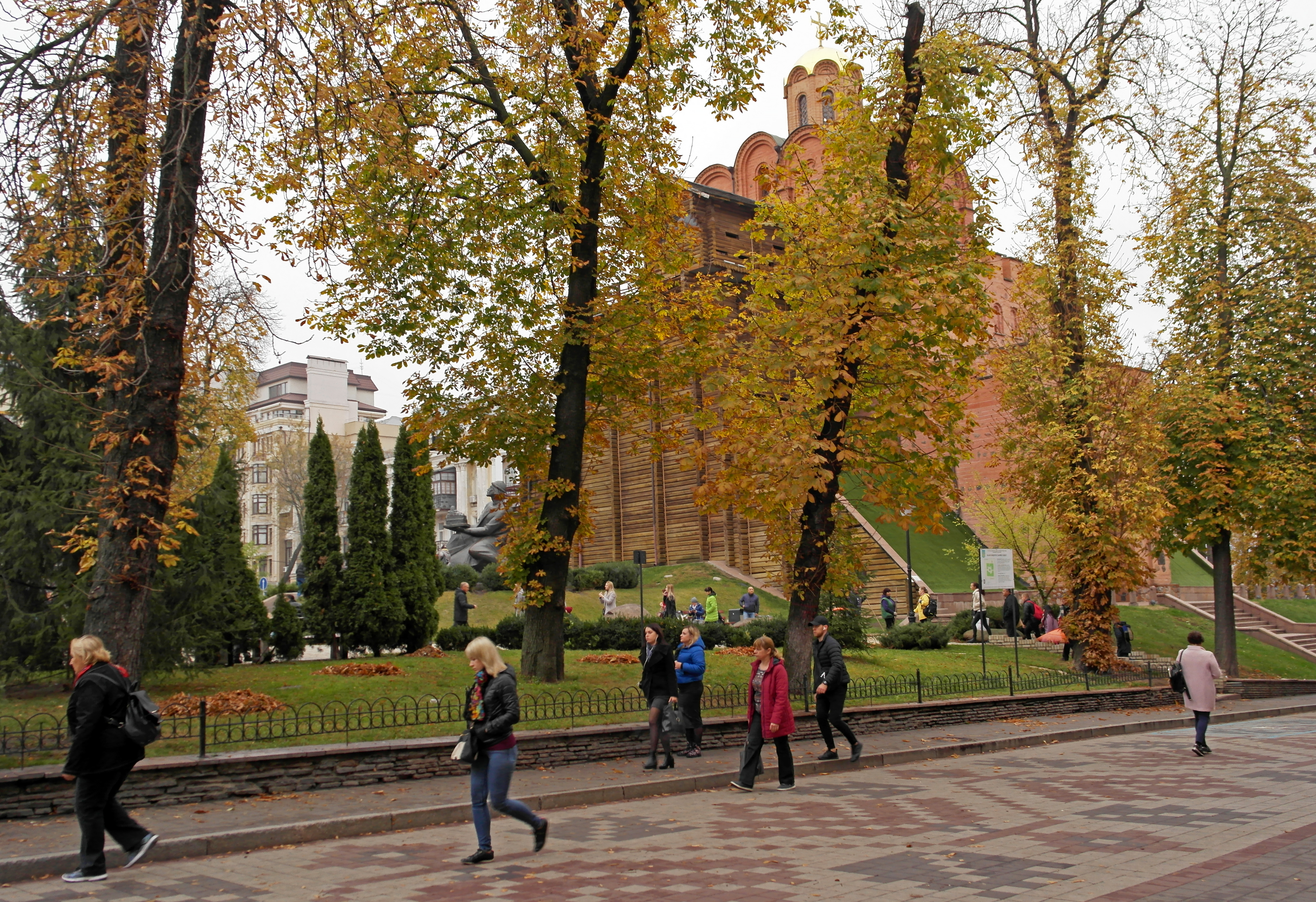
Каштани восени
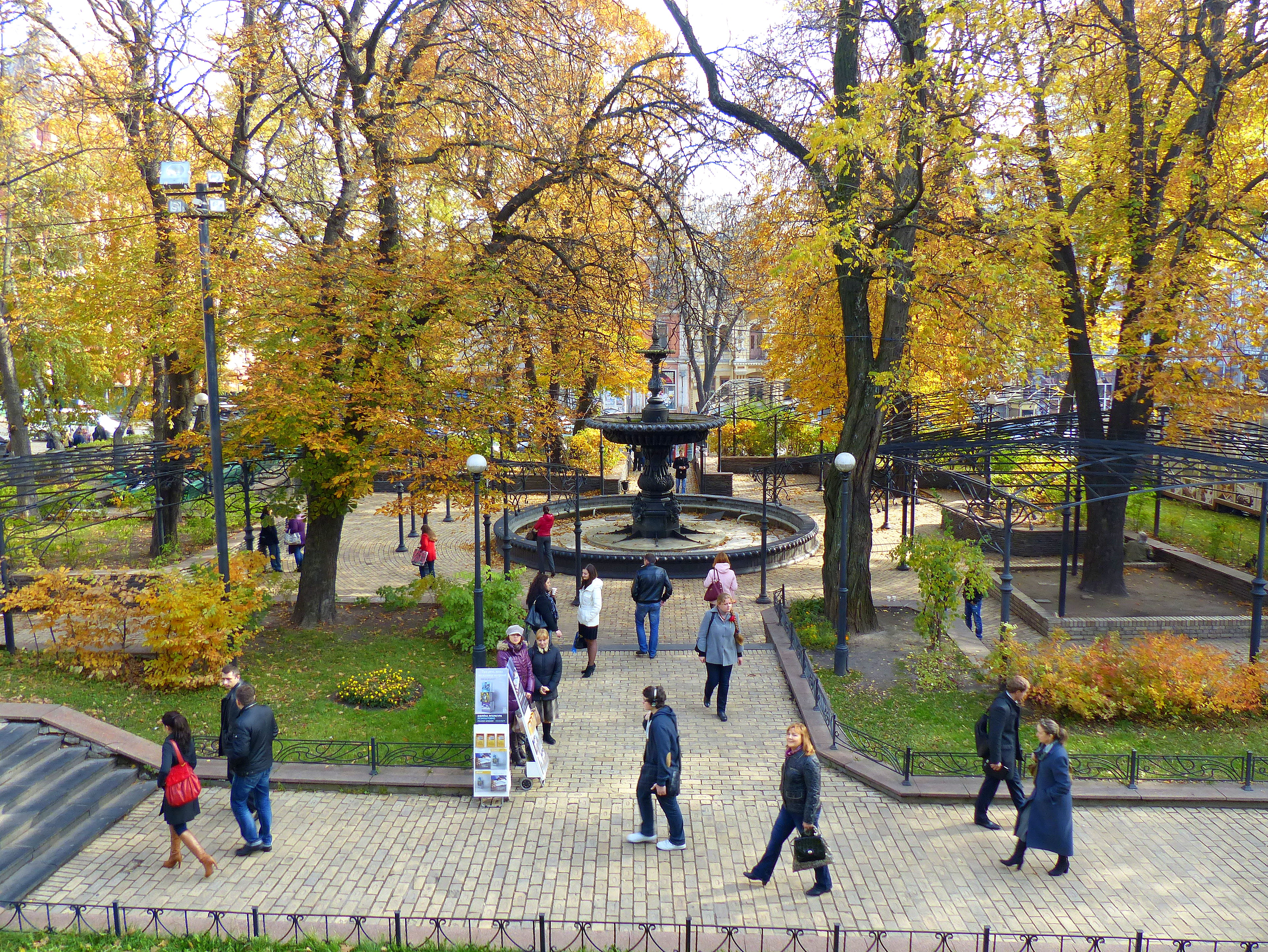
Східна частина восени
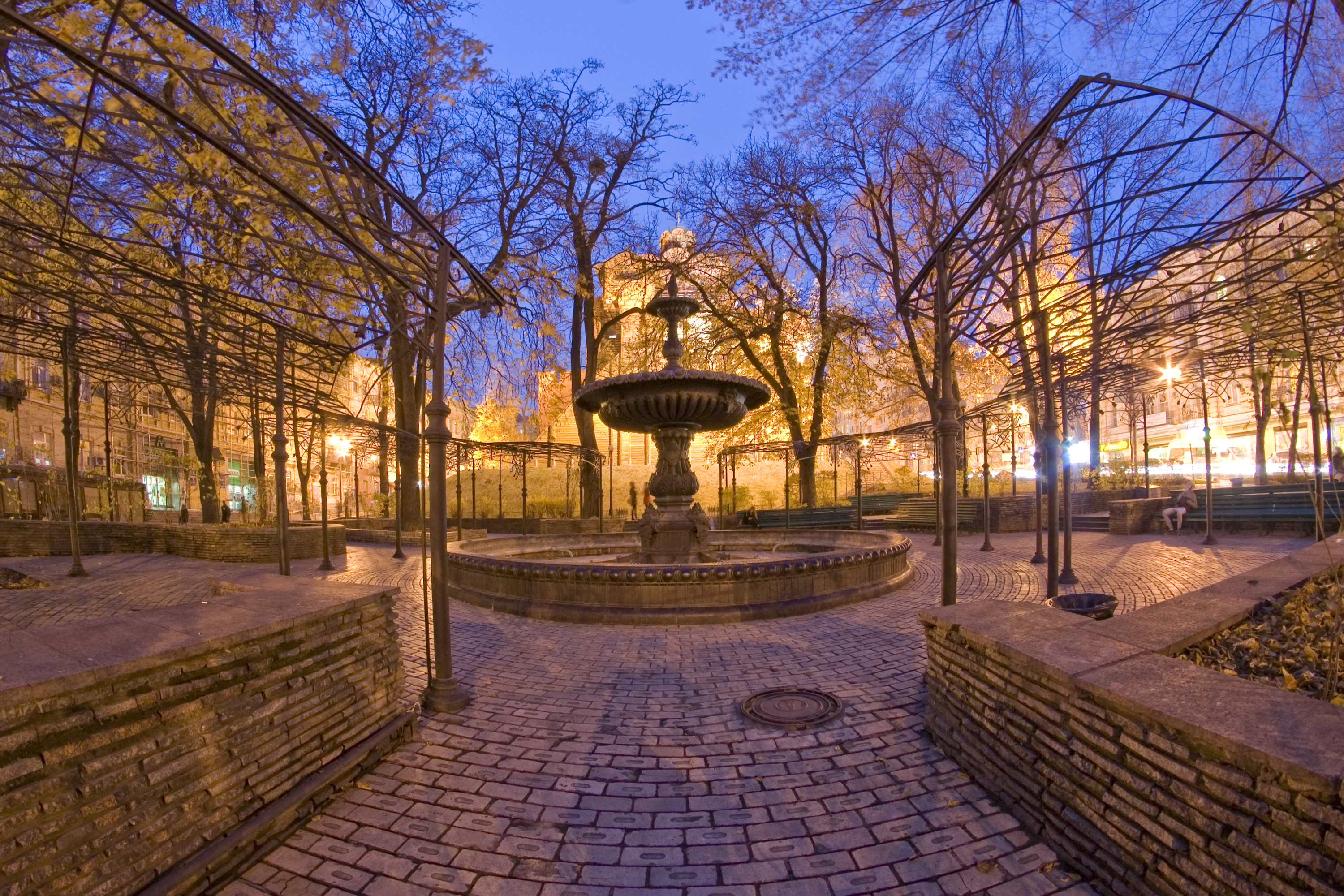
Східна частина вночі
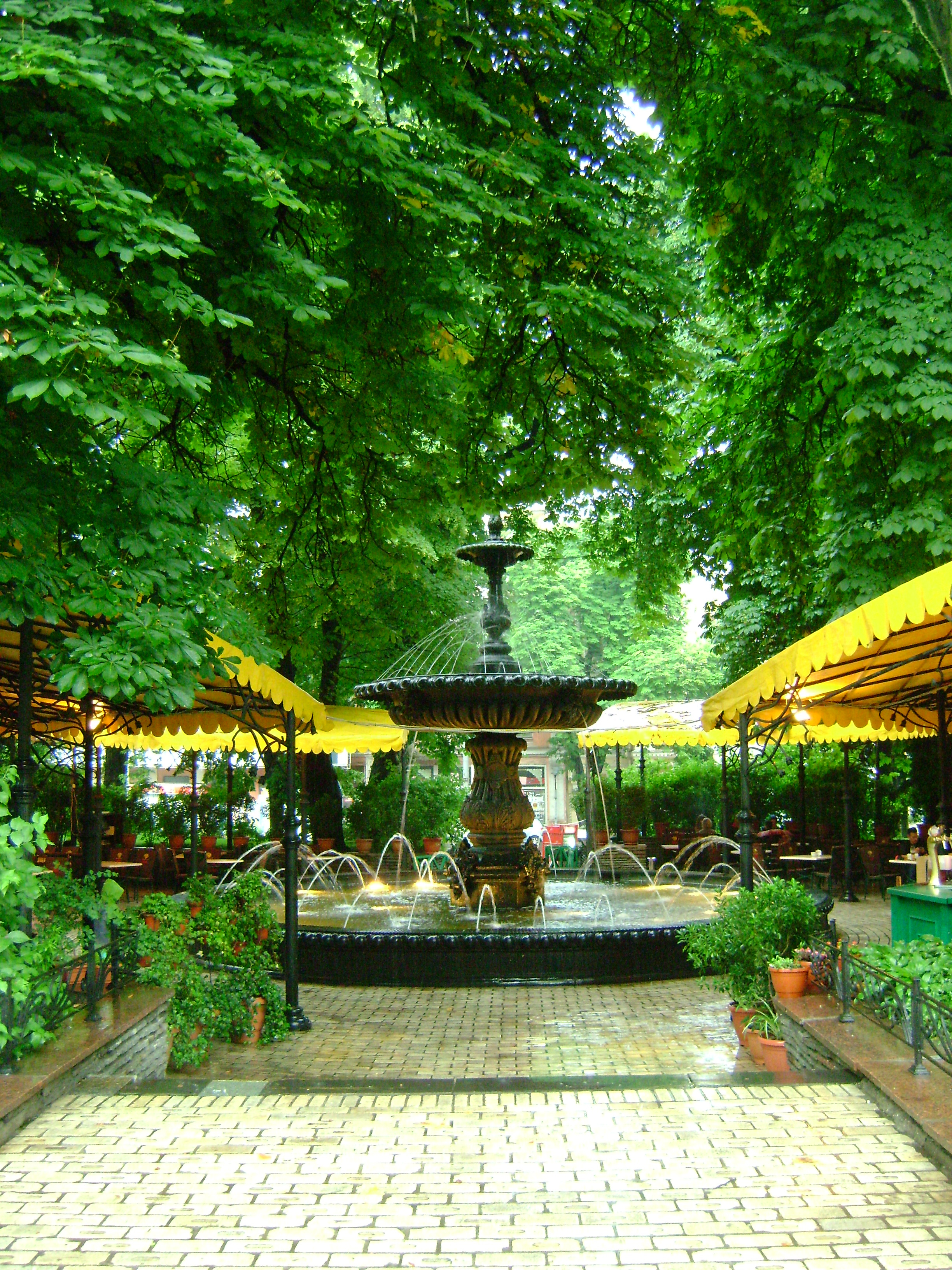
Східна частина навесні
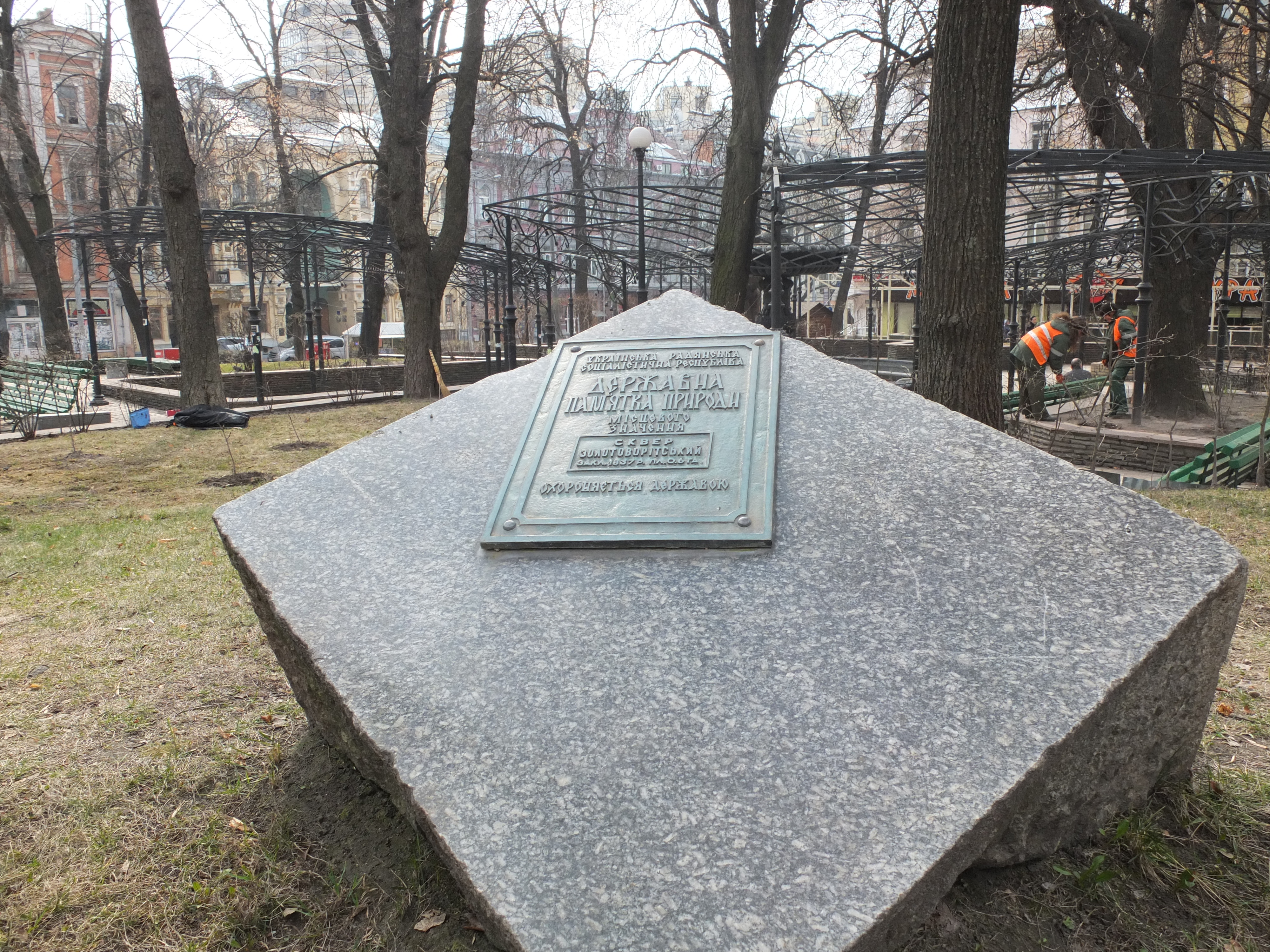
Брила з табличкою
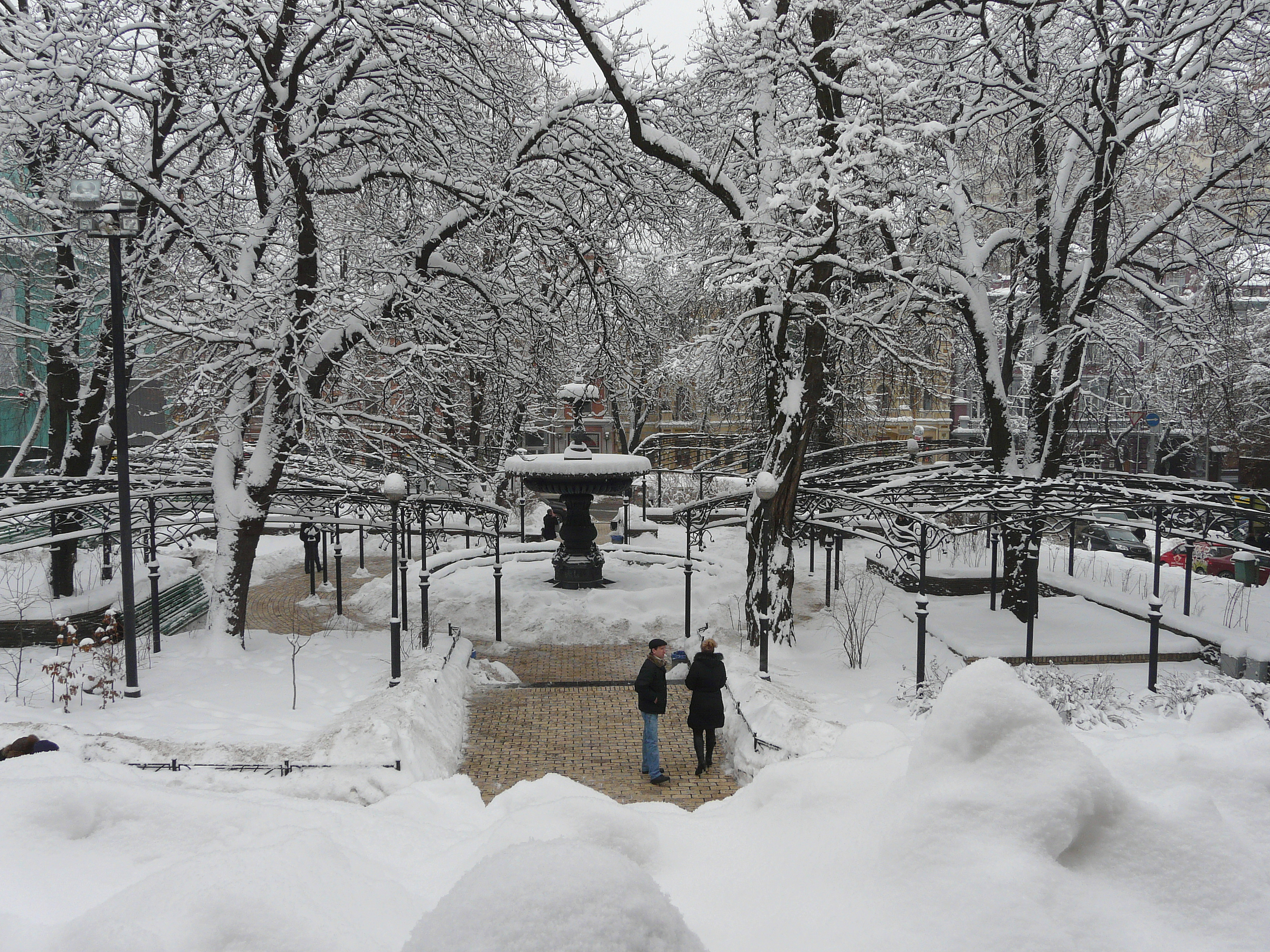
Східна частина взимку
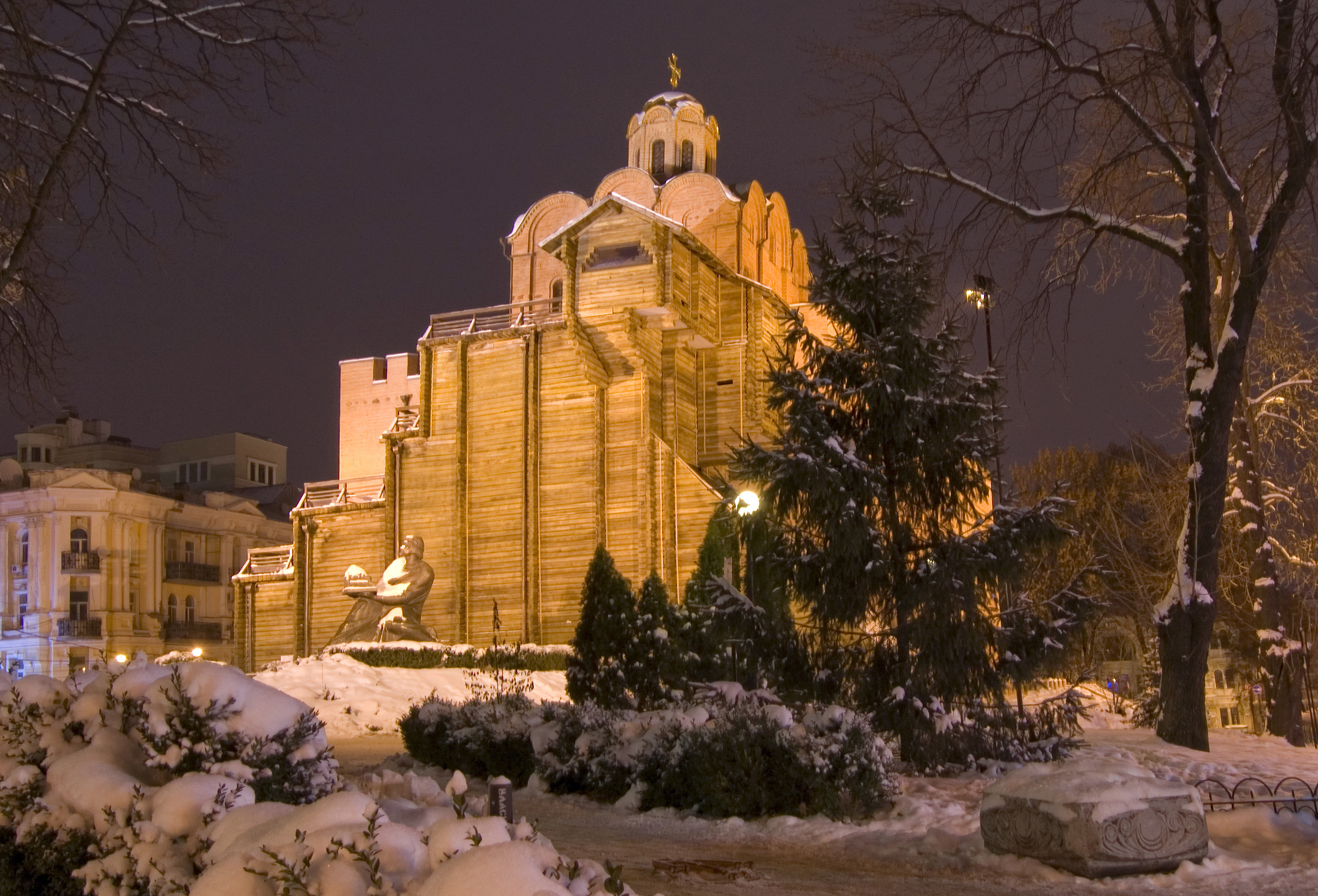
Західна частина взимку вночі
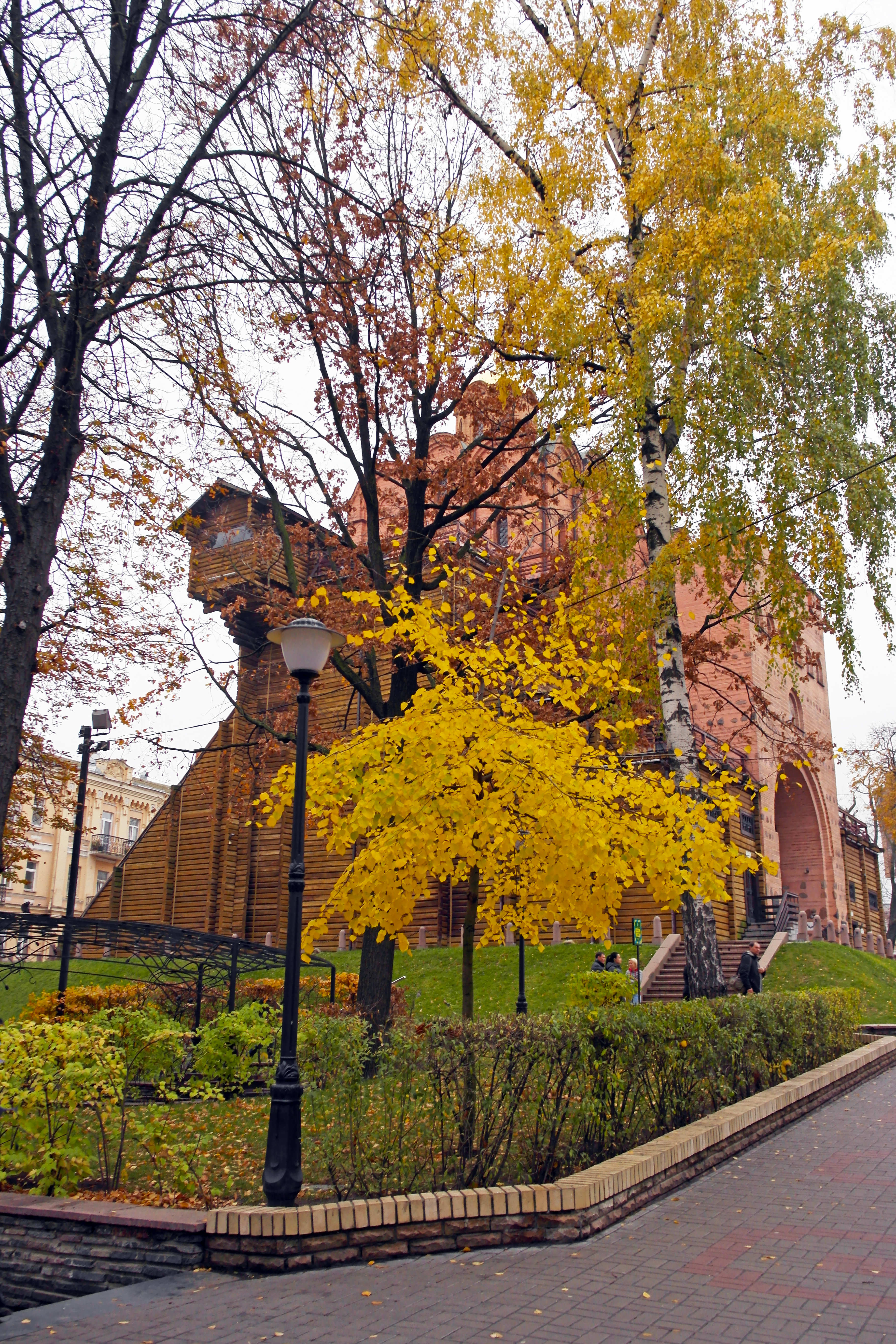
Молоді дерева восени